# أسد مارس
أسد مارس أو أسد آذار (باليابانية: 3月のライオン) مانغا يابانية من تأليف ورسم تشيكا أومينو. نشرت لأول مرة في مجلة يونغ انيمال في 13 تموز 2007. ولديها حتى الآن 17 مجلد في الأسواق اليابانية. ترشحت المانغا في جوائز تايشو في عام 2009 وفازت بجائزة تايشو في عام 2011. كما أنها فازت بجائزة كودانشا للمانغا في عام 2011 في الفئة العامة وكذلك فازت بالجائزة الكبرى في جائزة أوسامو تيزوكا الثقافية في عام 2014. اقتبست المانغا إلى مسلسل انيمي تلفزيوني من إنتاج ستديو شافت وعرض لأول مرة في 8 تشرين الأول 2016.

## القصة
تُركز الأحداث حول لاعب شوغي يُدعى رِي الذي فقد عائلته وهو في عمرٍ صغير ولكنه يخفف من وحدته بلعب الشوغي. تتغير حياته ويدخل الدفء إلى قلبه عندما يُقابل الأخوات كاواموتو الثلاثة اللواتي يقتنين العديد من القطط.

## الشخصيات
- رِي كيرياما (باليابانية: 桐山 零)

مؤدي الصوت: كينغو كاوانيشي.
- آكاري كاواموتو (باليابانية: 川本 あかり)

مؤدي الصوت: آي كايانو.
- هيناتا كاواموتو (باليابانية: 川本 ひなた)

مؤدي الصوت: كانا هانازاوا.
- مومو كاواموتو (باليابانية: 川本 モモ)

مؤدي الصوت: ميساكي كونو.
- نيكايدو هارونوبو (باليابانية: 二海堂 晴信)

مؤدي الصوت: نوبوهيكو أوكاموتو.
- كيوكو كودا (باليابانية: 幸田 香子)

مؤدي الصوت: مارينا إينوي.
- يوسُكيه تاكاهاشي (باليابانية: 高橋 勇介)

مؤدي الصوت: يوشيماسا هوسويا.
- كاي شيمادا (باليابانية: 島田 開)

مؤدي الصوت: شينيتشيرو ميكي.
- تاتسويوكي ميسومي (باليابانية: 三角 龍雪)

مؤدي الصوت: توموكازو سوغيتا.
- إيسا ماتسومو (باليابانية: 松本 一砂)

مؤدي الصوت: سوبارو كيمورا.
- ماسوتشيكا كودا (باليابانية: 幸田 柾近)

مؤدي الصوت: تورو أوكاوا.
- تاكاشي هاياشيدا

مؤدي الصوت: تاكاهيرو ساكوراي.

## العاملون على الأنيمي
- إخراج: آكيويوكي شينبو [4]
- تصميم الشخصيات: نوبوهيرو سوغيياما [4]
- الموسيقى: يوكاري هاشيموتو [4]
- ستديو: شافت [4]

## روابط خارجية
- أسد آذار على موقع ANN manga (الإنجليزية)